# José Antonio Querejeta
José Antonio Querejeta Altuna (Lazkao, 19 marzo 1957) è un ex cestista e dirigente sportivo spagnolo, dal 1988 presidente del Saski Baskonia.

## Palmarès

### Giocatore
- Campionato spagnolo: 3

Real Madrid: 1978-79, 1979-80
- Copa Príncipe de Asturias: 1

Baskonia: 1985
- Coppa dei Campioni: 1

Real Madrid: 1979-80

### Dirigente
- Gianluigi Porelli Euroleague Executive of the Year: 2

Saski Baskonia: 2004-05, 2015-16